# Žalec
Žalec este un oraș din comuna Žalec, Slovenia, cu o populație de 4.919 locuitori.